# Pierre de Villiers (compositeur)
Pour les articles homonymes, voir Pierre de Villiers et Villiers.
Pierre de Villiers est un compositeur français, actif à Lyon dans le second quart du XVIe siècle. Son prénom « Pierre » reste d’ailleurs incertain.

## Biographie
Son origine n’est pas encore déterminée. Même si François Lesure signale un homonyme chanoine de la cathédrale de Cambrai en 1516, l’identité des deux personnes n’est pas prouvée. Dobbins a discuté ailleurs la possibilité que Pierre (?) de Villiers ait été le même que Hubert-Philippe de Villiers, écrivain et traducteur de l’italien, secrétaire de Henri Ier de Bourbon-Condé, et connu des musiciens, ou tout au moins qu’ils aient été de la même famille.
On peut supposer que Pierre de Villiers résida à Lyon dès la fin des années 1530, puisque c’est là, entre 1532 et 1543, que parut la majeure partie de sa musique. D’autres indices le précisent : sa chanson Lo meissony sur lo sey est en francoprovençal, il met en musique des pièces de poètes présents à Lyon à cette époque : Charles de Sainte-Marthe, Pernette du Guillet ou Maurice Scève et Charles de Sainte-Marthe lui dédie en 1540 un rondeau de son recueil intitulé La Poésie Française. À Lyon, le regard se porte plus précisément vers le collège de la Trinité : l’indication Trinitas in unitate que porte sa messe De Beata Virgine, et deux mentions de son nom par l’humaniste Barthélemy Aneau, qui enseigna puis dirigea dans ce collège une trentaine d’années durant, pourraient signifier que Villiers fut professeur de musique dans ce collège. Ceci étant, son nom n’a encore été retrouvé dans aucune archive lyonnaise.
Dobbins signale que son motet Sancte Stephane louant un prélat de la ville d’Augsbourg (civibus Auguste gloriae), Villiers aurait pu visiter cette ville, qui accueille une cathédrale Sankt-Stefan. En 1545, l’imprimeur augsbourgeois Philip Ulhard publie un motet à quatre voix Tundite vos Musae lachrymas sous le nom de Piere Vuilliers, ce qui donne quelque épaisseur à cette hypothèse.
Au-delà de son activité de compositeur ou de professeur, il est possible que Villiers ait tenu quelque temps le rôle d’éditeur musical dans l’atelier de Jacques Moderne, à la suite du décès de Francesco Layolle. Cette hypothèse faite par Pogue, s'appuie sur le fait que Villiers est alors le compositeur le plus publié dans ses recueils et sur le fait que Villiers rajoute sa messe De Beata Virgine lors de la réédition du recueil Liber decem missarum faite par Moderne en 1540.

## Œuvres
Le style de Villiers révèle un intérêt particulier pour le contrepoint, qui culmine dans sa chanson canonique Elle est m’amye comme dans sa messe canonique De Beata Virgine. Les imitations sont très présentes dans l’écriture de ses motets, de même que dans ses chansons, ce qui les rend plus proches du style des maîtres flamands que de celui des compositeurs parisiens contemporains. Ceci ne l’empêche pas de refléter habilement la sensibilité des poèmes qu’il met en musique.

### Œuvres sacrées
Elles sont intégralement publiées dans : Pierre de Villiers. Motets et messe, introduction et transcriptions par David Fiala. Paris : Honoré Champion, 1999 (collection Ricercar).  (ISBN 2-7453-0087-3).
- Une messe Missa de Beata Virgine entièrement en canon à 3 voix Trinitas in unitate (Lyon, 1540). Elle est également transcrite dans Dobbins 1992 p. 335-375.
- Six motets publiés entre 1532 et 1545, à 4, 6 et 7 voix, dont cinq publiés à Lyon par Moderne et un publié à Augsbourg.

### Œuvres profanes

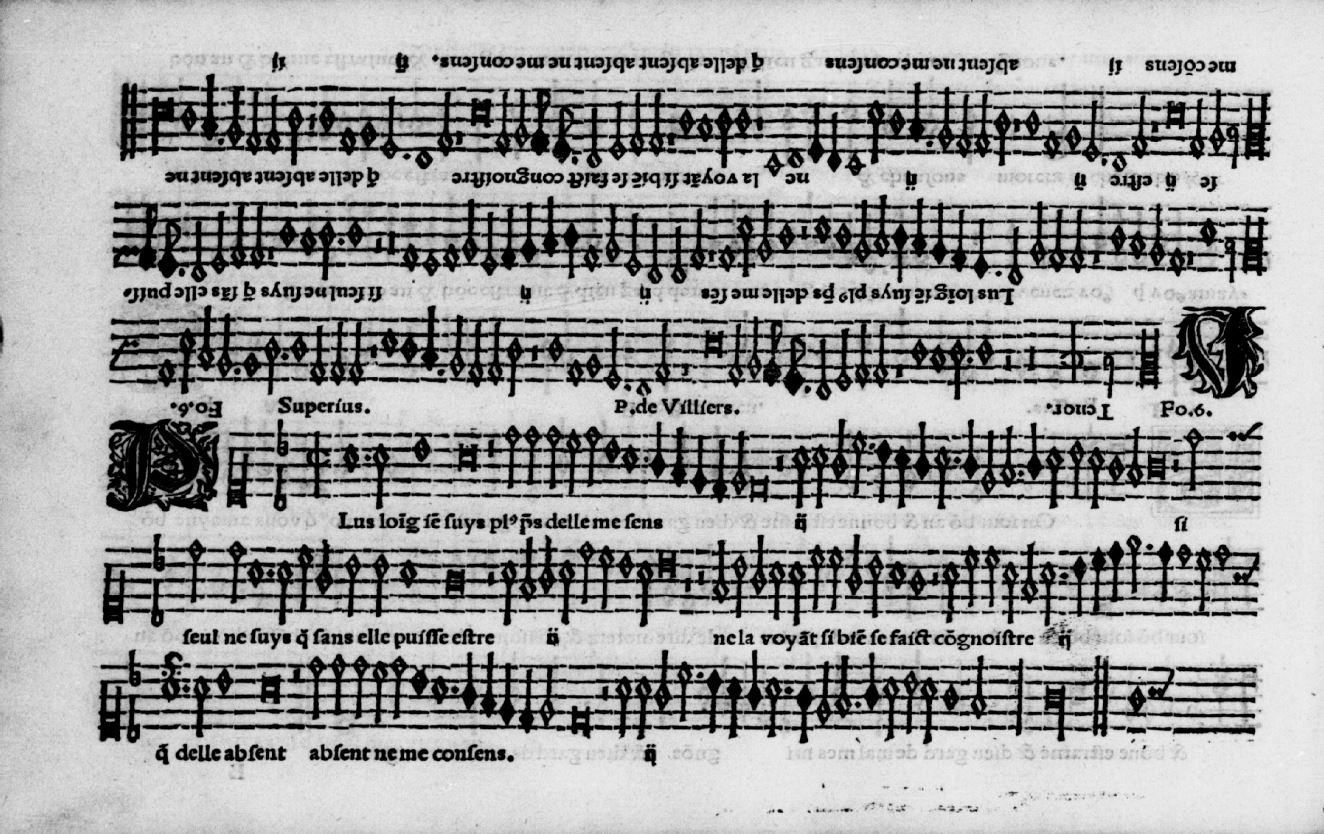
La chanson Plus loing je suis de Pierre de Villiers (Lyon, Jacques Moderne, 1538).

Elles sont intégralement publiées dans : Pierre de Villiers. Chansons, introduction et transcriptions par Frank Dobbins et Jean Duchamp. Paris : Honoré Champion, 1997 (Collection Ricercar, 4).  (ISBN 2-85203-737-8).
- Les chansons, la plupart à 4 voix, sont au nombre de cinquante-et-une compte tenu des attributions récentes. Si elles paraissent d’abord chez Pierre Attaingnant à partir de 1536, c’est chez Jacques Moderne qu’elles sont les plus fréquentes, à partir de 1538 dans la fameuse série du Parangon des chansons. Quelques-unes paraissent encore chez Nicolas Du Chemin à partir de 1549, chez Adrian Le Roy et Robert Ballard à partir de 1553. Tielman Susato, Pierre Phalèse et Robert Granjon en publient encore une ou deux chacun. Après 1550, Pierre de Villiers peut être facilement confondu avec Antoine de Villers, les imprimeurs parisiens ne mentionnant que rarement le prénom du compositeur. Les dernières réimpressions paraissent en 1578. Des chansons se retrouvent également dans sept manuscrits contemporains (mais une seule ne possède qu’une source manuscrite).
- deux madrigaux à 4 voix, publiés à Lyon chez Moderne.